# 曼伯拉莫河
曼伯拉莫河是新几内亚岛上的一条大河，位于印度尼西亚巴布亚省，是印度尼西亚最宽和径流量最大的河流。
河流的源头由上游的塔里库河和塔里塔图河交汇形成，向北流经范雷斯山（印尼语：Pegunungan Van Rees）后到达其广阔的河口三角洲低地沼泽区，在最北的D'Urville角注入太平洋。
这条河所流经的巨大河谷是令人难以置信的生物多样性地区。在1990年代，印尼政府计划在曼伯拉莫河上修建大型水电站，这样做的结果是河谷的大部分地区将被淹没。这个计划在1998-1999年印尼金融危机后被搁置，但是也有环境保护组织担心未来印尼政府可能会重启这个计划。现在，曼伯拉莫河仍然是世界第二大的全流域内所有河段未被水坝分段的河流，第一是弗莱河。

## 历史

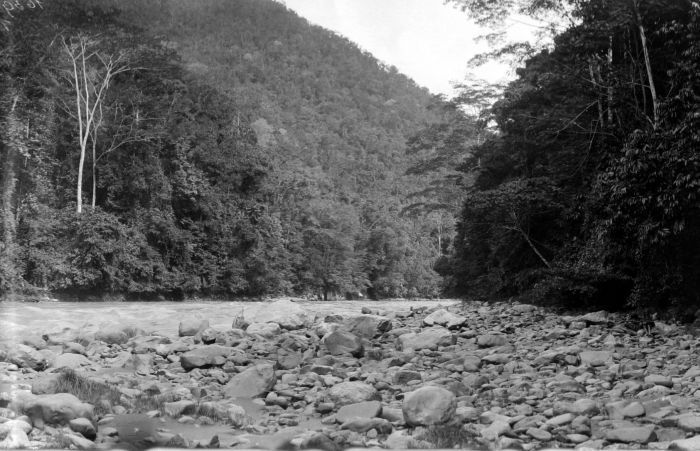
Le Roux领导的中北新几内亚探险队拍摄的曼伯拉莫河上游

1545年，西班牙航海家奥尔蒂斯·雷特兹沿着新几内亚岛北部海岸航行直到曼伯拉莫河口，在他绘制的地图中，曼伯拉莫河被称为圣阿古斯丁（San Agustín）。1545年6月20日，他宣布这一地区为西班牙王室领土，并在此过程中将岛屿命名为Nueva Guinea，即中文的新几内亚。之所以称之新几内亚，是因为当地原住民很像几内亚湾沿岸的西非居民。
第一个进入曼伯拉莫河口的欧洲人是在1883年进入的荷兰人D.F.van Braam Morris。

## 曼伯拉莫大桥
曼伯拉莫大桥（Mamberamo Bridge）长235米，是印度尼西亚第二长的悬索桥。第一长的库台卡塔内加拉大桥（长270米），于2011年因灾难性故障垮塌。

## 资料来源
1. 1 2  Joesron, Loebis. .   [2022-11-16]. （原始内容存档于2023-03-26）.
2. ↑  Rendy, Firmansyah. .   [2022-11-16]. （原始内容存档于2022-11-16）.
3. 1 2   (PDF).   [2017-02-28]. （原始内容 (PDF)存档于2012-03-30）.
4. ↑  Quanchi, Max. . The Scarecrow Press. 2005: 215. ISBN 0810853957.
5. ↑  Souter (1963) p. 145

## 外部連結
- Souter, Gavin. . Angus & Robertson. 1963. ISBN 0-207-94627-2.